# Hiru
Hiru (ヒル?), noto anche con il titolo Hiru - Sanguisughe, è un manga del 2011 scritto e disegnato da Daisuke Imai.

## Trama
La giovane Yoko finge di essere morta e inizia una nuova vita all'insegna dell'indipendenza, che la porta nei bassifondi della società. Tra coloro che incontra, Yoko sviluppa un particolare rapporto con un ragazzo dal passato estremamente problematico, Makoto.

## Manga

### Volumi
| 1 | 9 settembre 2011 | 19 luglio 2019   | ISBN 978-88-61-69679-2 |
| 1 | Capitoli - 1. Incontro fortuito - 2. Ricordo - 3. Inseguimento - 4. Rifiuto - 5. Avvicinamento                               |                  |                        |
| 2 | 9 marzo 2012 | 4 ottobre 2019   | ISBN 978-88-61-69685-3 |
| 2 | Capitoli - 6. Incroci - 7. Ripresa - 8. Disattenzione - 9. Veri sentimenti - 10. Ritorno - 11. La strega                     |                  |                        |
| 3 | 7 settembre 2012 | 29 novembre 2019 | ISBN 978-88-61-69692-1 |
| 3 | Capitoli - 12. Tempo - 13. Ritorno a casa - 14. Aggressione - 15. In cenere - 16. Tradimento - 17. Maleficio                 |                  |                        |
| 4 | 9 aprile 2013 | 31 gennaio 2020  | ISBN 978-88-61-69698-3 |
| 4 | Capitoli - 18. Seconda visita - 19. Scoperta - 20. Indagine - 21. Traguardo - 22. Autodeterminazione - 23. Vendetta          |                  |                        |
| 5 | 9 ottobre 2013 | 8 maggio 2020    | ISBN 978-88-61-69713-3 |
| 5 | Capitoli - 24. Notifica di morte - 25. Complicazioni - 26. Volontà - 27. Solidarietà - 28. Autorizzazione - 29. Tarda estate |                  |                        |